# Cetoconcha
Cetoconcha is een geslacht van tweekleppigen uit de  familie van de Cetoconchidae.

## Soorten
- Cetoconcha alephtinae (Krylova, 1991)
- Cetoconcha angolensis Allen & Morgan, 1981
- Cetoconcha atypha Verrill & Bush, 1898
- Cetoconcha boucheti Poutiers & Bernard, 1995
- Cetoconcha braziliensis Allen & Morgan, 1981
- Cetoconcha bulla (Dall, 1881)
- Cetoconcha ceylonensis Knudsen, 1970
- Cetoconcha elegans (Krylova, 1991)
- Cetoconcha exigua Poutiers & Bernard, 1995
- Cetoconcha forbesi (H. Adams, 1875)
- Cetoconcha galatheae Knudsen, 1970
- Cetoconcha gilchristi (G. B. Sowerby III, 1904)
- Cetoconcha gloriosa (Prashad, 1932)
- Cetoconcha hyalina (Hinds, 1843)
- Cetoconcha indica Ray, 1952
- Cetoconcha margarita (Dall, 1886)
- Cetoconcha panamensis (Dall, 1908)
- Cetoconcha pelseneeri Pelseneer, 1911
- Cetoconcha sarsii (E. A. Smith, 1885)
- Cetoconcha smithii Dall, 1908
- Cetoconcha striata (G. B. Sowerby III, 1904)
- Cetoconcha tenuissima Okutani, 1966
- Cetoconcha transversa (Locard, 1898)